# Büchelkühn
Büchelkühn ist ein Ortsteil der Stadt Schwandorf im Landkreis Schwandorf (Oberpfalz). Der Ort liegt südlich der Stadt an der Naab, wenig westlich der Bundesstraße 15.

## Geschichte
Die Schreibung dieses Ortes wechselte ständig, bis schließlich die amtliche Schreibweise bindend wurde. In der Zeit zwischen 1210 und 1220 hieß es Puechili, 1210 dann Puochelschinde, ca. 1270 Puchelkinden, 1326 Puocheschinde, 1378 Püchelkindt, 1503 Puechelkinnd (Musterbuch) und 1614 Büchlkindt.
Aus der Schreibweise kann auf seine Entstehung geschlossen werden. Deswegen darf man als Gründer von Büchelkühn die Kinder eines Buochilo annehmen, wenn auch nicht gleich jenen wendischen Stammesfürsten. Laut Geschichtsquellen scheint die Gründerfamilie früh ausgestorben zu sein. Noch im Jahre 1210 erscheint als Zeuge ein Sibot von Puochelschinden in einer Urkunde des Klosters Ensdorf; aber im Urbar von ca. 1235 ist Büchelkühn bereits als herzoglicher Besitz genannt.
Auf der Karte von Christoph Vogel aus dem Jahre 1600 sind Umfang des heutigen Ortes, der benötigte Wald und die Ackerflur bereits eingezeichnet. Das Waldstück ist als Büchelkühner Gemein, also Gemeindebesitz angegeben. Es diente nicht nur zur Holz- und Streunutzung, sondern auch als Weide. Mit dem Wachsen der Bevölkerung bebaute man den Boden in der Dreifelderwirtschaft: Winterfeld, Sommerfeld und Brache, eine Wirtschaftsform, die noch vor hundert Jahren in gelockerter Weise üblich war. Um 1700 war bereits diese Form durchbrochen; denn in der Steuerbeschreibung aus dem Jahre 1727 wird ausdrücklich vermerkt, die Flurstücke können nicht mehr nach Winter- und Sommerzell angegeben werden, da sie untereinander bebaut werden.
Nach den Gemeindeedikten des Königreichs Bayern von 1808 und 1818 entstanden aus den circa 40.000 selbstverwalteten Orten, etwa 8.000 politische Gemeinden. Büchelkühn hat sich mit Dachelhofen zur selbständigen Gemeinde Dachelhofen zusammengeschlossen.
Der Ort Büchelkühn wurde im Zuge der Gebietsreform in Bayern am 1. Mai 1978 mit der Gemeinde Dachelhofen, der er angehörte, in die Große Kreisstadt Schwandorf eingegliedert.
Kirchengeschichtlich betrachtet zog sich durch die Gemeinde Dachelhofen eine Pfarreiengrenze. Dachelhofen gehörte zur Filialkirche Ettmannsdorf und somit zur Pfarrei St. Jakob in Schwandorf. Nachdem in den Jahren 1952/53 in Dachelhofen eine Kirche erbaut wurde, erhob Bischof Dr. Michael Buchberger von Regensburg den Ort zur Pfarrei mit der Pfarrkirche St. Josef. Büchelkühn hingegen gehört von je her zur Pfarrei in Wiefelsdorf. Bischof Dr. Rudolf Graber erhob 1967 den Ort Klardorf zur Pfarrei. Der Kirchengemeinde wurde auch Büchelkühn zugeordnet. 1977 erfolgte die Weihe der neu erbauten Filialkirche St. Christophorus in Büchelkühn.

## Vereine
- Schützenverein Edelweiß Büchelkühn
- Burschenverein D’Naabtaler Büchelkühn
- Reiterclub Büchelkühn
- KAB Klardorf-Büchelkühn
- Freiwillige Feuerwehr Büchelkühn
- Gartenbau- und Ortsverschönerungsverein Büchelkühn
- Fan-Club „FC Bayern“ Naabtal Büchelkühn
- Krieger und Reservistenkameradschaft

## Persönlichkeiten
- Tream (* 1998), deutscher Rapper und Partyschlagersänger